# قائمة الكاتدرائيات في إندونيسيا

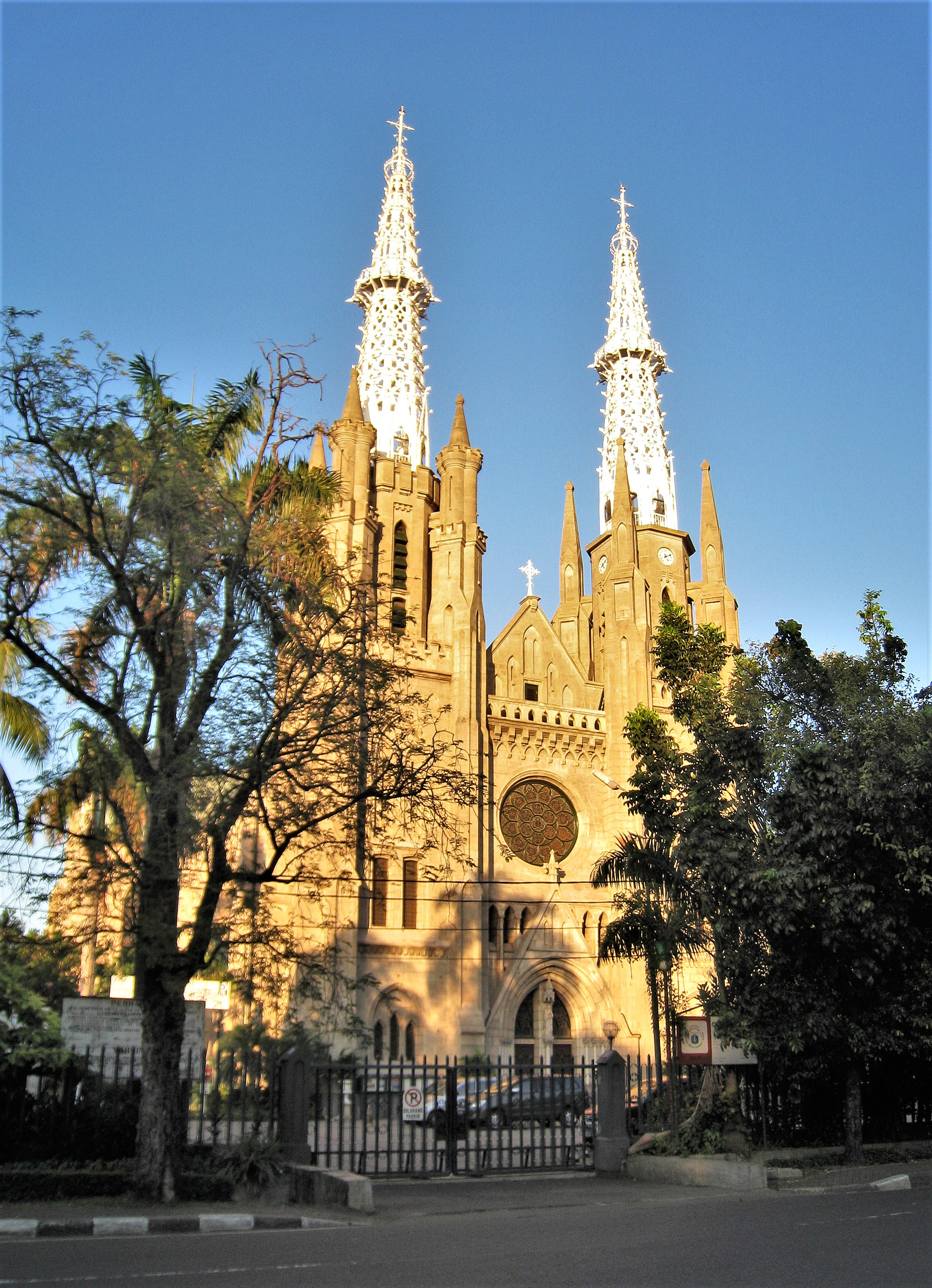
Cathedral of our Lady Assumption in جاكرتا

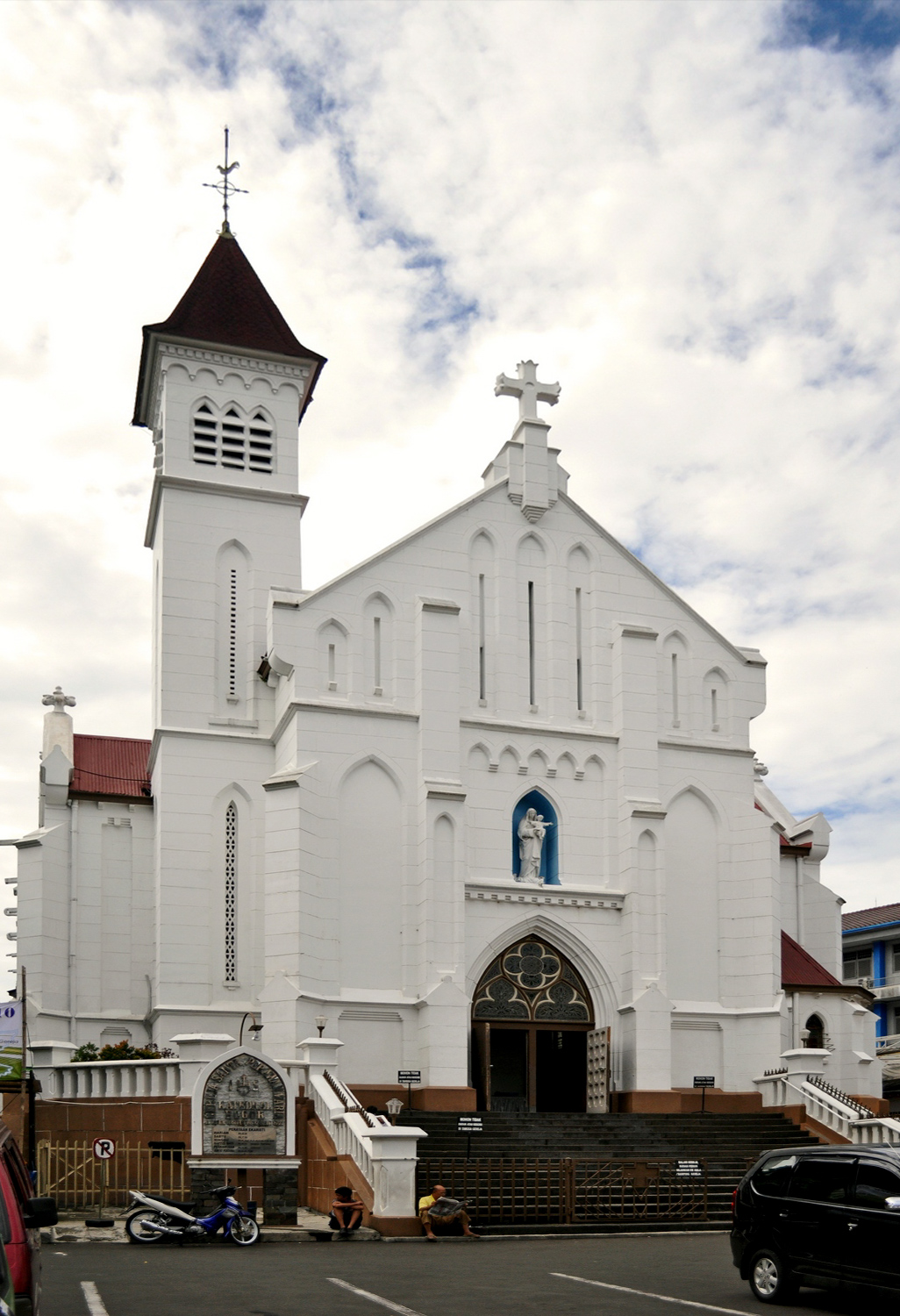
St Mary the Virgin Cathedral in بوكور

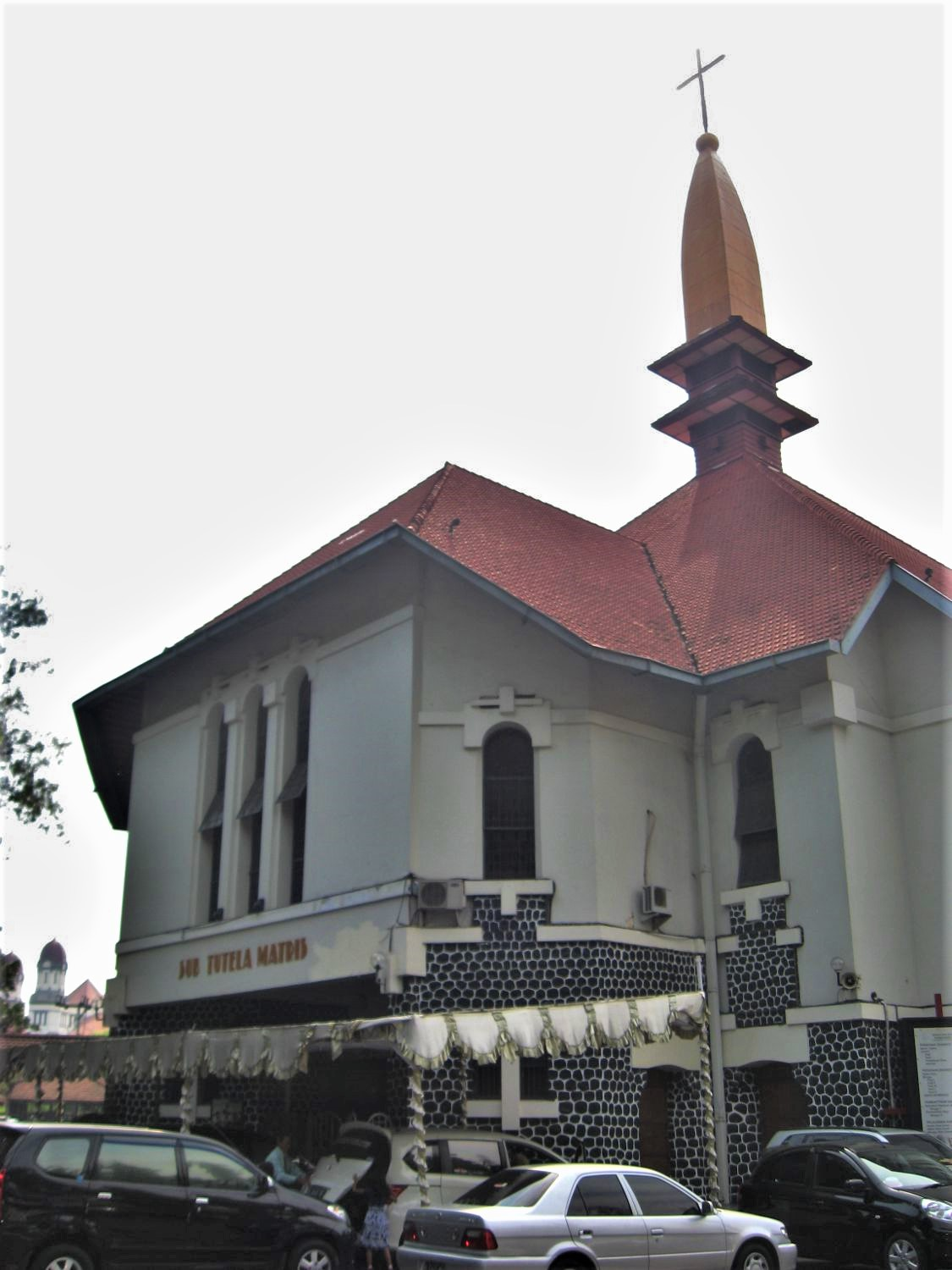
Holy Rosary Cathedral in سمارانغ

هذه هي قائمة الكاتدرائيات في إندونيسيا

## كاثولوكية الرومان
الكاتدرائيات للكنيسة الرومانية الكاثوليكية في إندونيسيا

## مقاطعة الكنسية في باليمبانج
- كاتدرائية المسيح ملك أبرشية ده
- كاتدرائية الروح القدس للأبرشية دينباسار
- كاتدرائية سلطانة الوردية من أبرشية من Larantuka
- كاتدرائية القديس يوسف للأبرشية من Maumere
- كاتدرائية القديس يوسف والقديسة مريم العذراء من أبرشية من Ruteng

### مقاطعة الكنسية جاكرتا
- كاتدرائية القديسة مريم العذراء من جاكرتا أبرشية
- القديس. كاتدرائية بطرس في باندونغ أبرشية
- كاتدرائية مريم العذراء للأبرشية بوجور

### مقاطعة الكنسية من كوبانغ
- كاتدرائية المسيح ملك كوبانغ أبرشية
- كاتدرائية القديسة مريم الطاهرة من أبرشية آتامبوا
- كاتدرائية الروح القدس للأبرشية Weetebula

### مقاطعة الكنسية ماكاسار
- كاتدرائية قلب يسوع الأقدس في أبرشية ماكاسار
- كاتدرائية القديس فرانسيس كزافييه من أبرشية Amboina
- كاتدرائية القلب المقدس معظم ماري من مانادو أبرشية

### مقاطعة الكنسية ميدان
- كاتدرائية القديس يوسف للميدان أبرشية
- كاتدرائية القديس تيريزيا من أبرشية بادانج
- كاتدرائية القديسة تريز من أبرشية سيبولجا

### مقاطعة الكنسية من Merauke في
- كاتدرائية القديس فرانسيس كزافييه من أبرشية من Merauke
- كاتدرائية الصليب المقدس للأبرشية Agats
- كاتدرائية المسيح ملك جايابورا أبرشية
- كاتدرائية القديس أوغسطين من أبرشية مانوكواري-سورونغ
- كاتدرائية الملوك الثلاثة من أبرشية تيميكا

### مقاطعة الكنسية من باليمبانج
- كاتدرائية سانت ماري من باليمبانج أبرشية
- كاتدرائية القديس يوسف للأبرشية Pangkal-بينانج
- كاتدرائية المسيح ملك أبرشية Tanjungkarang

### مقاطعة الكنسية من بونتياناك
- كاتدرائية القديس يوسف للبونتياناك أبرشية
- كاتدرائية القديس جيما Galgani من أبرشية كيتابانج
- كاتدرائية قلب يسوع الأقدس في أبرشية Sanggau
- كاتدرائية المسيح ملك أبرشية Sintang

### مقاطعة الكنسية من ساماريندا
- كاتدرائية سانت ماري من أبرشية ساماريندا
- كاتدرائية العائلة المقدسة من أبرشية بنجرماسين
- كاتدرائية سانت ماري من أبرشية بالانجكارايا
- كاتدرائية سيدة العذراء من أبرشية تانجونج Selor

### مقاطعة الكنسية سيمارانج
- كاتدرائية مريم ملكة الوردية المقدسة من سيمارانج أبرشية
- كاتدرائية سيدة جبل الكرمل من مالانغ أبرشية
- كاتدرائية المسيح ملك أبرشية بوروكيرتو
- كاتدرائية قلب يسوع الأقدس في سورابايا أبرشية